# Révolution civile
Révolution civile (en italien, Rivoluzione Civile, RC) est une coalition électorale de gauche créée le 28 décembre 2012 pour soutenir la candidature d'Antonio Ingroia lors des élections générales italiennes de 2013.  Elle a pour symbole le Quart-État qui figure sur son symbole électoral.
Elle rassemble l'Italie des valeurs, la Fédération des Verts, Refondation communiste, le Parti des communistes italiens, ainsi que par le Mouvement orange de Luigi de Magistris.
Les 24 et 25 février, son score, 765 188 voix (2,25 %) est nettement en dessous du seuil pour obtenir des élus, à la Chambre, et 549 995 voix (1,79 %) au Sénat. À la suite de ce score, Révolution Civile s'est dissoute le 2 mai 2013. Cependant, Ingroia a annoncé son intention de poursuivre l'expérience en formant le parti Action Civile.